# 苏南瑞丽航空

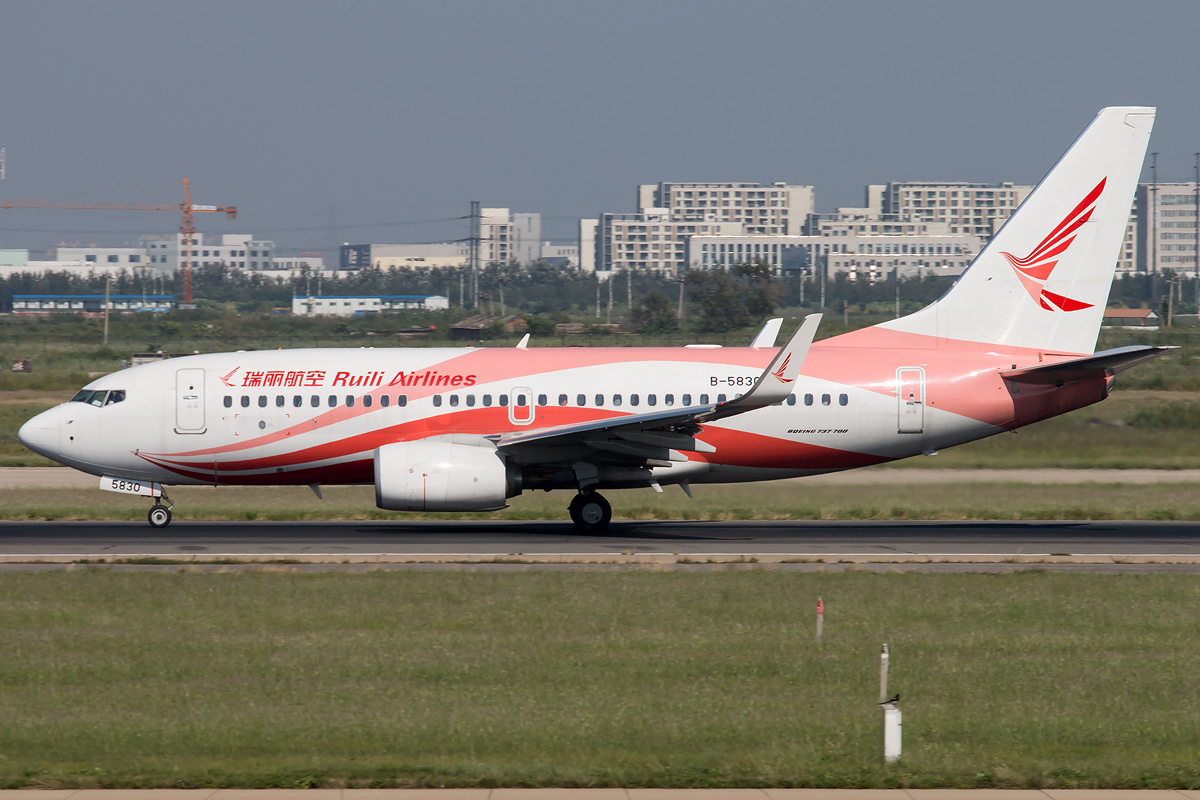
在天津滨海国际机场的瑞丽航空波音737-700

苏南瑞丽航空有限公司（简称瑞丽航空），是一家总部位于中华人民共和国云南省的航空公司，以昆明长水国际机场为基地机场，同时在兰州中川国际机场、沈阳桃仙国际机场、德宏芒市国际机场三处设有过夜基地。2013年由云南景成集团独资成立，成为自2007年“暂停受理新设立航空公司申请”的禁令执行5年后，中国民用航空局批准设立的第一家民营航空公司。
2020年，景成集团将大部分股权出质给无锡市交通集团，国资背景的无锡市交通集团成为瑞丽航空新的控股股东。

## 历史
景成集团筹建瑞丽航空时，曾邀请德宏州人民政府参股20%，最终德宏州政府拒绝。不过德宏州政府仍支持瑞丽航空的筹建，在2012年成立了以州长龚敬政为首的航空产业发展工作领导小组，协助景成集团发展航空产业。2013年5月20日，瑞丽航空获得中国民用航空局批准筹建。
2014年2月21日，瑞丽航空首批客机、两架购自柏林航空的波音 B737-700抵达昆明机场。2014年5月18日，瑞丽航空开航运营，首班航班执飞昆明－芒市。2017年，瑞丽航空获得国际航线运营资质。2020年，瑞丽航空成为国际航空运输协会（IATA）会员。
由于2019冠状病毒病疫情影响，航空业遭受严重打击。2020年8月，无锡市交通集团与云南景成集团签署瑞丽航空股权转让框架协议。到2020年12月底，云南景成集团方面已向无锡市交通集团出质61%的股权。2021年1月15日，瑞丽航空完成工商变更登记，无锡市交通集团以57%的持股比例成为瑞丽航空新控股股东，景成集团控股比例下降至13%，剩余30%股权由景成集团总裁、瑞丽航空董事长董勒成个人持有。2021年3月28日，瑞丽航空宣布收购程序完成，首次对外官宣其是无锡市交通产业集团控股子公司。2021年下半年，景成集团和董勒成个人相继将持有的苏南瑞丽航空股权全部质押给无锡市交通产业集团。2021年10月18日，工商名称从瑞丽航空有限公司变更为苏南瑞丽航空有限公司。
2023年5月，董勒成股份被法院拍卖，由苏南瑞丽航空的控股股东江苏无锡国鹏航空投资中心竞得，董勒成完全退出，景成集团还持有9.64%的股份。

## 机队
截止至2021年3月，瑞丽航空共拥有飞机20架。
| 机型          | 数量 | 注册号                                                                                                 |
| ------------- | ---- | --- |
| 波音 B737-700 | 7    | B-5811、B-5812、B-5829、B-5830、B-6109、B-6110、B-7088                                                 |
| 波音 B737-800 | 13   | B-1960、B-7865、B-7866、B-7867、B-1593、B-1595、B-1596、B-1597、B-1598、B-1186、B-1188、B-1189、B-1185 |
| 总计          | 20   | |

## 通航城市
截止2020年，瑞丽航空的航线覆盖中国大陆43个城市。
瑞丽航空曾开通昆明－西哈努克、昆明－海防、昆明－胡志明市、沈阳－福州－西哈努克、景洪－清迈、景洪－清莱、芒市－曼德勒、芒市－仰光等国际航线，由于2019冠状病毒病疫情，国际航线停飞。

## 事故
- 2020年7月6日，瑞丽航空B-7866飞机执行DR6558航班（西安至昆明）途中，左前风挡加温故障，有跳火现象，备降重庆江北国际机场，无人员伤亡。[41]